# Dyralook
Deraluk (kurdiska دێره‌لوك / Dêraluk; arabiska ديرلوك) är en liten stad i provinsen Dahuk i  Irakiska Kurdistan.